# Седан (округ)
Округ Седан (фр. Arrondissement de Sedan) — округ у Франції, в департаменті Арденни. 2023 року округ об'єднував 73 муніципалітети, населення становило 56 527 осіб.
Адміністративний центр (супрефектура) — Седан.

## Муніципалітети
Список муніципалітетів округу та їхні коди INSEE:
1. Анжкур (08013)
2. Арокур (08211)
3. Артез-ле-Вів'є (08023)
4. Базей (08053)
5. Балан (08043)
6. Б'євр (08065)
7. Бланьї (08067)
8. Бомон-ан-Аргонн (08055)
9. Бревіллі (08083)
10. Бюльсон (08088)
11. Вадленкур (08494)
12. Віллер-деван-Музон (08477)
13. Віллер-сюр-Бар (08481)
14. Віллі (08485)
15. Вільє (08501)
16. Во-ле-Музон (08466)
17. Вринь-о-Буа (08491)
18. Глер (08194)
19. Деньї (08136)
20. Доншері (08142)
21. Дузі (08145)
22. Еї-е-Ломбю (08159)
23. Ербеваль (08223)
24. Ескомбр-е-ле-Шенуа (08153)
25. Живонн (08191)
26. Ії (08232)
27. Йонк (08502)
28. Кариньян (08090)
29. Ла-Безас (08063)
30. Ла-Монсель (08294)
31. Ла-Невіль-а-Мер (08317)
32. Ла-Ферте-сюр-Ш'є (08168)
33. Ла-Шапель (08101)
34. Ле-Де-Віль (08138)
35. Ле-Мон-Дьє (08300)
36. Летанн (08252)
37. Ліне (08255)
38. Маландрі (08269)
39. Маргю (08276)
40. Марньї (08275)
41. Маттон-е-Клемансі (08281)
42. Мезонсель-е-Віллер (08268)
43. Мессенкур (08289)
44. Мог (08291)
45. Муарі (08293)
46. Музон (08311)
47. Нуає-Пон-Можі (08331)
48. Он (08336)
49. Отрекур-е-Пуррон (08034)
50. Офланс (08029)
51. Пурю-о-Буа (08342)
52. Пурю-Сен-Ремі (08343)
53. Пюї-е-Шарбо (08347)
54. Пюр (08349)
55. Ремії-Аїкур (08357)
56. Рокур-е-Флаба (08354)
57. Саї (08376)
58. Сапонь-сюр-Марш (08399)
59. Саші (08375)
60. Седан (08409)
61. Сен-Манж (08391)
62. Сент-Еньян (08377)
63. Сіньї-Монлібер (08421)
64. Стонн (08430)
65. Телонн (08445)
66. Тетень (08444)
67. Трамблуа-ле-Кариньян (08459)
68. Фленьє (08170)
69. Флуен (08174)
70. Франшваль (08179)
71. Фромі (08184)
72. Шевеж (08119)
73. Шемрі-Шеері (08115)